# پاباجی
پاباجی (انگلیسی: Pabbajjā)، شوکّه (به ژاپنی: 出家 しゅっけ)، در لغت یعنی «بیرون رفتن» و در اصطلاح، ترک خان و مان و به بی خانگی رفتن. زاهد شدن.

## ۱
پاباجی (پَبَّجّا)، بریدن از همهٔ بندها و پیوندهای خانوادگی و اجتماعی، برای در پیش گرفتن راه و رسم زندگی زاهدانه.